# Uši (kukci)
 Životinjske uši  (Phthiraptera) red su malenih, sploštenih, beskrilnih kukaca koji žive kao nametnici na toplokrvnim životinjama. Poznato je više od 3000 vrsta.

## Izgled
Zadak im je široko spojen s prsima. Usni organi su prilagođeni grizenju rožnatih tvari (tekuti) ili bodenju i sisanju (prave uši). Ticala su im kratka, a složene oči reducirane.

## Prehrana
Žive kao vanjski nametnici na koži toplokrvnih životinja. Bez životinje domodara mogu preživjeti nekoliko dana.

## Razvoj
Cijeli život provode na domodaru. Jaja kao gnjide lijepe na dlake ili perje.

## Poznatiji podredovi
Poznatiji su podredovi: tekuti (Mallophaga) koji se hrane kožom domodara (ljuščicama, perjem, dlakama i rijetko krvlju) i prave uši (Anoplura) koji žive na tijelu sisavaca i hrane se krvlju.

## Vanjske poveznice
|  | Zajednički poslužitelj ima još gradiva o temi Phthiraptera |
|  | Wikivrste imaju podatke o taksonu Phthiraptera             |